# Kazimierz Tarłowski
Kazimierz Tarłowski (ur. 25 lutego 1915  w Krakowie, zm. ok. 1943 w Auschwitz) – polski tenisista i hokeista.

## Życiorys

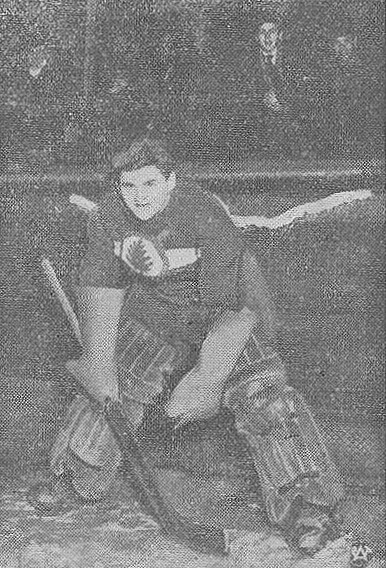
Kazimierz Tarłowski jako bramkarz hokejowy Dębu Katowice

Startował z sukcesami w mistrzostwach Polski: w 1935 i 1936 w finale uległ Józefowi Hebdzie, w finale 16. krajowych mistrzostw Polski w 1937 pokonał tego zawodnika 6:2, 6:1, 3:6, 6:1.
Decyzją komisji sportowej PZLT z 20 lipca 1937 zawodnicy Klubu Sportowego Pogoń Katowice Kazimierz Tarłowski i Walenty Bratek zostali ukarani dyskwalifikacją na okres 18 miesięcy, tj. do 20 stycznia 1939, za swoje zachowanie podczas meczu przeciwko tenisowej parze rumuńskiej w meczu w Czerniowcach, gdzie obaj wyszli na kort w stanie nietrzeźwym, a podczas gry zachowywali się niewłaściwie, używając m.in. obelżywych słów.
Poza trenowaniem tenisa, w porze zimowej uprawiał hokej na lodzie, był bramkarzem klubu Dąb Katowice, reprezentacji Śląska i reprezentacji Polski.
W czerwcu 1941 jego żoną została Irena Chrzanowska.